# Harry Spanjer
Henry John Spanjer, detto Harry (Grand Rapids, 9 gennaio 1873 – St. Petersburg, 16 luglio 1958), è stato un pugile statunitense.
Partecipò alle gare di pugilato dei pesi leggeri e dei pesi welter ai Giochi olimpici di Saint Louis 1904. Nella categoria pesi leggeri vinse la medaglia d'oro dopo aver sconfitto tre avversari tra cui Kenneth Jewett, mentre nella categoria pesi welter fu sconfitto in finale da Albert Young, conquistando così la medaglia d'argento.

## Palmarès
In carriera ha conseguito i seguenti risultati:
- Giochi olimpici

St. Louis 1904: una medaglia d'oro nella categoria pesi leggeri e una medaglia d'argento nella categoria pesi welter.